# Aušrinė Stundytė
Aušrinė Stundytė, née en 1976 à Vilnius, est une soprano lituanienne.

## Biographie

### Enfance et études
Aušrinė Stundytė naît en 1976 à Vilnius. Dès 1994, elle étudie le chant à l'Académie de musique et de théâtre de Lituanie, dans la classe du professeur Irena Milkevičiutė, la mère de sa collègue la soprano Asmik Grigorian. Puis elle poursuit ses études à l'école supérieure de musique de Leipzig en 2000, avec le professeur Helga Forner, en tant que boursière des échanges universitaires du DAAD.

### Carrière
Elle commence sa carrière à Cologne. Elle est souvent invitée à chanter à l'Opéra de Leipzig, comme au célèbre Gewandhaus.
Depuis 2003, elle est membre de la compagnie lyrique de l'Opéra de Cologne. Elle est également invitée à chanter à l'Opéra de Wiesbaden, à Stuttgart et à la Kölner Philharmonie, M. Reger festival (2003, 2005) et elle chante son premier rôle de Violetta dans La traviata de  Verdi. Au Théâtre national d'opéra et de ballet de Lituanie, elle interprète Mikaela dans Carmen de Bizet et participe au Festival Retours en 2002. Elle se produit en Allemagne, Biélorussie, Russie, aux États-Unis, etc.
En 2014, elle incarne Katerina dans Lady Macbeth de Mtsensk de Chostakovitch, à l'Opéra d'Anvers, puis en 2016 à l'Opéra de Lyon dans la mise en scène de Dmitri Tcherniakov. C'est dans ce rôle que Paris la découvre, en avril 2019 dans une mise en scène de Krzysztof Warlikowski. Elle est aussitôt encensée par les critiques. ResMusica souligne ainsi « La soprano dramatique séduit d'abord par l'intensité de son chant et par une voix homogène sur l'ensemble de la tessiture pour un rôle qui sollicite souvent les aigus mais aussi un riche medium. ». Elle considère ce rôle comme son préféré et déclare à ce sujet au magazine Cult.news que « Katerina Ismaïlova ! C’est ma préférée. Katerina est un personnage haut en couleur et elle fait des folies que nous aimerions tous faire, mais cela nous est impossible. ». Elle reprend une nouvelle fois ce rôle fétiche en 2023, cette fois dans une mise en scène de Calixto Bieito, au Grand Théâtre de Genève. La critique souligne à nouveau sa performance « Ne quittant pratiquement pas la scène, elle offre un instrument vocal d'une rare solidité. Capable de beaux pianissimo comme de projections puissantes, la densité de sa voix n'a d'égale que l'engagement physique de son jeu scénique ».
L'été 2021 elle incarne le rôle-titre d'Elektra au Festival de Salzbourg dans une mise en scène de Warlikowski et y retourne l'été 2024 pour incarner Nastassia dans L'idiot de Mieczysław Weinberg  au côté de Bogdan Volkov.
En 2016, elle joue le rôle de Renata dans L'Ange de feu à l'Opéra de Lyon, rôle qu'elle reprend en 2021 au Theater an der Wien, qui enregistre un DVD chez Unitel en 2022.
Elle incarne plusieurs rôles wagnériens dont Elsa et Senta avant de chanter Isolde dans un Tristan und Isolde où seul le deuxième acte est donné en version concert à l'Opéra de Lyon, sous la direction de Daniele Rustioni et aux côtés de Michael Spyres. L'un et l'autre font une prise de rôle partielle à cette occasion. Mais c'est dans l'Affaire Makropoulos en 2024 qu'elle marque les esprits dans le rôle principal de Emilia Marty, alias Elina Markopoulos dans une nouvelle production de Richard Brunel.
Elle a également incarné Salomé à Berlin, à Vienne, à Bologne et à Dallas, le rôle-titre de Sancta Suzanna à Baltimore et au Konzerthaus de Vienne, Heliane dans Das Wunder der Heliane, Tosca à Helsinki, Carlotta dans Die Gezeichneten au Komische Oper de Berlin, et Cio-cio San dans Madame Butterfly à Seattle.
En 2023, elle participe à la création au Teatro Arriaga Antzokia de Bilbao, de l'opéra Orgia d'Hèctor Parra, sous la direction de Pierre Bleuse, oeuvre inspirée par la pièce éponyme de Pier Paolo Pasolini et mise en scène par Calixto Bieito.
En 2024, elle remplace Asmik Grigorian dans le rôle de Judith dans Le Château de Barbe-Bleue à la Philharmonie de Paris.
Aušrinė Stundytė a reçu une bourse du Richard-Wagner-Verband Köln en 2008 et a reçu plusieurs prix.

## Prix et distinctions
- Prix de musique de RWE-Energie AG 2001[20]
- Prix Spécial de la Chambre professionnelle des directeurs d'opéra[19]
- Prix spécial de l' Opéra Hélikon à Moscou[19]
- Deuxième Prix Opérette au 25e Concours International de Chant Hans Gabor Belvedere à Vienne[19]